# Уотлингтон (станция)
Железнодорожная станция Уотлингтон (англ. Watlington railway station) — железнодорожная станция на окраине деревни Уотлингтон (графство Норфолк, регион Восточная Англия). Находится на Линии Фен, проходящей от станции Кембридж до станции Кингс-Линн, которая электрифицирована, посредством воздушной контактной подвески, переменным током 25 кВ, с 1992 года.
Станция Уотлингтон управляется оператором Great Northern, который осуществляет движение экспресс-поездов по маршруту от лондонского вокзала Кингс-Кросс до станции Кингс-Линн через Или.

## История
Станция Уотлингтон была открыта 27 октября 1846 года, в рамках реализации парламентского Закона 1845 года о строительстве железной дороги между городами Кингс-Линн и Или, который 30 июня 1845 года был одобрен Королевской санкцией. Первоначально новая железная дорога шла от станции Кингс-Линн только до станции Даунем, которая была конечной без малого год, до тех пор, пока 25 октября 1847 не было открыто движение поездов по участку Даунем — Или. Тем самым Кингс-Линн и его порт оказался связан напрямую с Лондоном, и в Уотлингтон стали приходить поезда из столицы.
С  1847 по 1862 год станция принадлежала  Восточноанглийской железной дороге. С 1862 года она перешла к Великой восточной магистрали. В 1875 году станция Уотлингтон была переименована в Магдален-Роуд — что более точно отражало ее одинокое расположение в деревенской местности среди болот и на значительном отдалении на тот момент от деревни, именем которой она была названа.
С 1848 года станция Уотлингтон стала узловой, поскольку в том году была открыта Линия Брамли через Уизбеч-Восточный до станции Марч. Эта линия, как и сама станция (на тот момент Магдален-Роуд) была закрыта, попав под так называемый «Топор Бичинга». 
Под нажимом местных властей станция Магдален-Роуд была снова открыта в 1975 году. В 1989 году ей было возвращено первоначальное название Уотлингтон.

## Обслуживаемые направления и маршруты
Через станцию проходят и на ней, соответственно, останавливаются поезда двух операторов:
- Great Northern обслуживает маршрут от лондонского вокзала Кингс-Кросс до станции Кингс-Линн. Имеется один поезд в час по Линии Фен до станции Кингс-Линн[3]. Маршрут обслуживается электропоездами типов Class 365 (или, иногда, Class 317). Начиная с мая 2017 года эти поезда заменяются электропоездами типа Class 387s[4][5].

- Greater Anglia обслуживает станцию ограниченным числом поездов. По будним дням в утренние часы пик через станцию проходят два поезда до Лондона (вокзал Ливерпуль-стрит), которые следуют со станции Кингс-Линн. В обратном направлении в вечерние часы пик через Даунем-Маркет также идут три поезда, следующие до Кингс-Линн[6]. В субботу и воскресенье по этому маршруту движения нет. Маршрут обслуживается электропоездами типов Class 317 и Class 379[7].